# Sturmgeschütz IV
Штурмґешютц IV, ШтуҐ IV (нім. Sturmgeschütz IV, StuG IV, дос. «штурмова гармата») — середня за масою німецька самохідно-артилерійська установка класу штурмових гармат часів Другої світової війни на базі танка PzKpfw IV.

## Історія
У 1935 році полковник Еріх фон Манштейн запропонував ідею встановлення потужних штурмових гармат на гусеничному шасі для безпосередньої підтримки піхотних дивізій. Польові гармати Першої світової війни, що перевозилися на кінній тязі, часто не влаштовували потреби військ у мобільній і захищеній, а, головне, потужній артилерії. Головна мета штурмових гармат полягала в тому, щоб із найменшими втратами свого особового складу вибити особовий склад противника, що оборонявся в ДЗОТах, кулеметних гніздах, знищити ворожі протитанкові гармати та інші вогневі перешкоди. Вони мали замінити кінні артилерійські гармати, пропонуючи швидкість і захист розрахунків.

### Технічне завдання
15 червня 1936, був відданий наказ Daimler-Benz AG на розробку і виробництво піхотної протитанкової 75 мм гармати. Гармата повинна мати обмежений траверс не менше 25 градусів, щоб забезпечити пряму наводку до 6 кілометрів. Мала встановлюватися в броньованій башті, яка надала б повний захист для екіпажу. Висота цього бронеоб'єкта не повинна була перевищувати висоту середньої людини. Низький профіль дозволив би САУ легко бути прихованою та замаскованою, робив би ускладненим враження ворожими протитанковими засобами.
Daimler-Benz AG, що вже на той час були задіяні в розробці і виробництві Panzerkampfwagen III, вирішили використовувати його шасі і компоненти для цього нового транспортного засобу. Серія експериментів «0» з п'яти прототипів (номер шасі 60201 — 60215) була виготовлена в 1937 році Daimler-Benz — Pz.Sfl.III (s.Pak). Прототипи використали шасі Panzerkampfwagen III Ausf B, на які були встановлені короткоствольна 75-мм StuK (Sturmkanone) гармата, розроблена і вироблена Krupp, що поміщалася до броньованої надбудови корпусу. Дослідні зразки були протестовані на Куммерсдорфе, Дьоберіц та інших об'єктах тестування (як, наприклад, Jueterbog). Прототипи залишалися у використанні для підготовки фахівців аж до 1942 р.
Перші серійні машини на базі Panzerkampfwagen III Ausf F шасі і компонентів пішли в серійне виробництво в 1940 році. Гармата 75mm StuK 37 L / 24 була встановлений зі зміщенням праворуч від центральної осі в похилій надбудові. Надбудова була зроблена з броньових плит і встановлена на зварний корпус. Аварійні люки в корпусі оригінального Panzerkampfwagen III Ausf F були видалені, а фронтальний захист броні корпусу був збільшена з 30 мм до 50 мм.
З січня по травень 1940 року Alkett виготовили 30 одиниць Sturmgeschutz III Ausf.

### Початок бойового застосування Sturmgeschütz
Перші 24 штурмові гармати Stug III Ausf з 30 замовлених поступили на озброєння Sturmartillerie батарей 640, 659, 660 і 665 і розпочали бойове застосування під час французької кампанії. Кожна батарея відповідно до організаційної схеми з листопада 1939 мала по 6 штурмових гармат у трьох взводах (з 2 штурмові гармати в кожному взводі). Sturmartillerie батарея 640 увійшла до складу піхотного полку Велика Німеччина і була перейменована в 16-Sturmartillerie. Ще 6 штурмових гармат були видані SS Sturmartillerie батареї Лейбштандарт дивізії СС Адольф Гітлер.

### Причини переходу у виробництві з Stug III на Stug IV
23 і 26 листопада 1943 року союзна авіація здійснила бомбардування заводу Алкетт, на якому випускалися самохідки Stug III, під Берліном в результаті чого він був повністю зруйнований. Щоб не допустити зниження темпів виробництва самохідок було вирішено підключити до виробництва заводи Круппа, які були генеральним підрядником по виробництву середніх танків Pz IV. І не дивно, що інженери Круппа вирішили використовувати для виробництва самохідних гармат шасі даної машини, а точніше — Pz IV G, на шасі якого була встановлена рубка від Stug III G. Змін зазнало лише місце механіка водія — через довжину Pz IV, що була, ніж Pz III. Воно опинилося поза межами рубки і було обладнано броньованою кабіною з люків і двома перископними приладами спостереження на даху. Нова самохідка отримала позначення Sturmgeschutz IV і індекс Sd.Kfz.163 за наскрізної системи позначень рухомих засобів Вермахту.

### ТТХ моделі Sturmgeschütz IV в порівнянні з Sturmgeschütz III
Бойова маса машини становила 23 тони, екіпаж — 4 людини. Боєкомплект зріс, порівняно з Stug III, до 63 пострілів. Допоміжне озброєння складалося з кулемета MG 34, що монтувався на даху рубки, за відкидним щитком.

### Серійне виробництво
Серійне виробництво машини почалося в грудні 1943 року і закінчилося в березні 1945 року. Загалом було випущено 1163 самохідки. В це число не входить 31 Stug IV, які були перероблені з майже готових Pz IV. На штурмових гарматах пізніх випусків використовувалися шасі Pz IV J. В країни-союзники Третього Рейху Stug IV не передавалися.
Серійно випускалася з грудня 1943 до капітуляції Німеччини, всього випущено 1108 машин і ще 31 переробили з танків.
За відомчим рубрикатором міністерства озброєнь нацистської Німеччини самохідка позначалася як Sd Kfz 167. Стимулом для створення подібної бойової машини стало недостатнє число штурмових гармат StuG III і фактичне знищення заводу-виробника попередньої моделі. Оскільки розгортання виробництва StuG III на наявних виробничих потужностях фірми «Крупп-Грузона» (виробника середнього танка PzKpfw IV) було безглуздим з економічної точки зору, був розроблений проєкт установки рубки від StuG III на шасі Pz Kpfw IV. Цей проєкт став відправною точкою у виробництві StuG IV.
З січня 1944 року фірма «Крупп-Грузона» припинила випуск танка-бази і повністю перейшла на виробництво StuG IV.

### Бойове застосування
Ці САУ активно використовувалися на всіх фронтах Другої світової війни.
Штурмові гармати Sturmgeschütz IV застосовувалися в різних частинах вермахту: від танкових до піхотних. Багато StuG IV використовувалося в ротах винищувачів танків. У 1944 році в ході боїв в Курляндії відзначилися 184-я, 226-я і 912-я бригади штурмових гармат, які комплектувалися батареями повністю укомплектованими StuG IV. Одна батарея StuG IV 226-ї бригади штурмових гармат за два дні боїв вивела з ладу понад 35 танків противника і втратила одну машину.
Станом на 1 березня 1945 року в частинах Вермахту налічувалося 540 Sturmgeschütz IV. До нашого часу збереглося лише три таких самохідки (одна в Латвії і дві Польщі), одна з яких працює В музеї бронетанкової техніки Навчального центру польських сухопутних сил).

## В арміях інших держав
Радянські війська після Сталінграда, а особливо після Курської битви отримали в своє розпорядження велику кількість частково пошкоджених як штурмових гармат, так і танків, що слугували для них базою. Було прийняте рішення частину гармат використовувати надалі як приманку для ворога, а частину піддати капітальному ремонту, замість німецьких гармат встановити ті, що йшли на озброєння Т-34 і використовувати їх надаліу в Радянській армії під індексом СУ-76И  Німці були вкрай здивовані, коли зіткнулися вперше з СУ-76И (від 177 танкового полку 64-ї механізованої бригади) у жовтні 1943. Вони впізнали свої StuG 76 мм, що зовні дуже мало відрізнялися від прототипа, але тепер застосовувалися проти своїх колишніх користувачів.

## Галерея

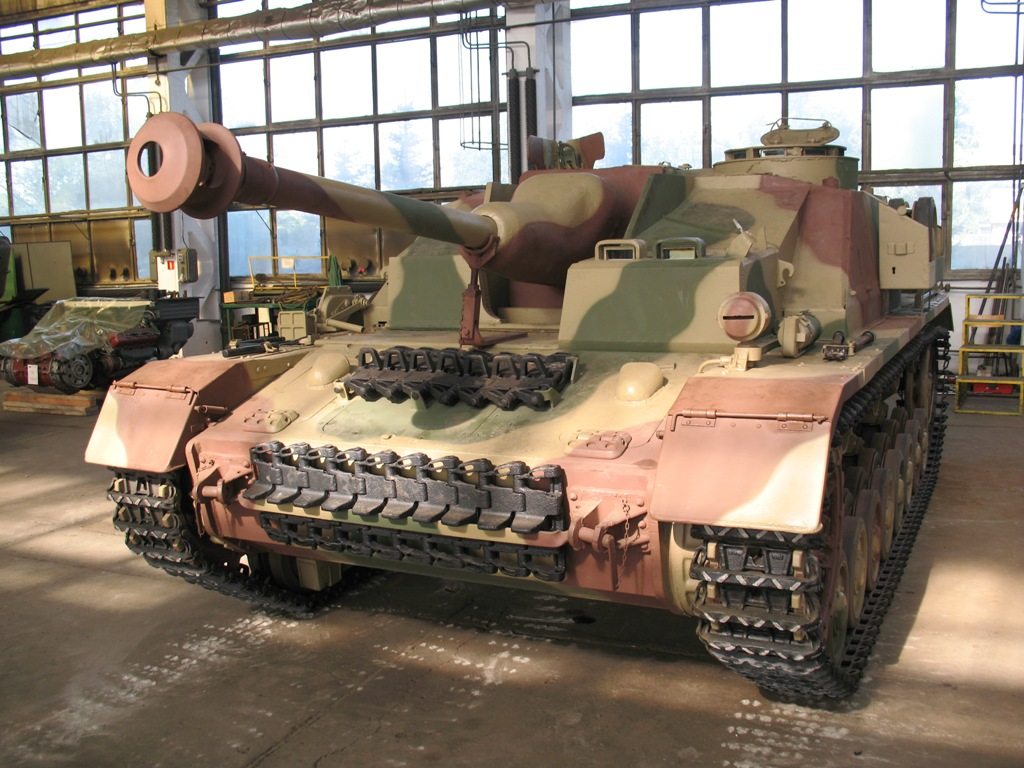
StuG IV в Польщі на консервації
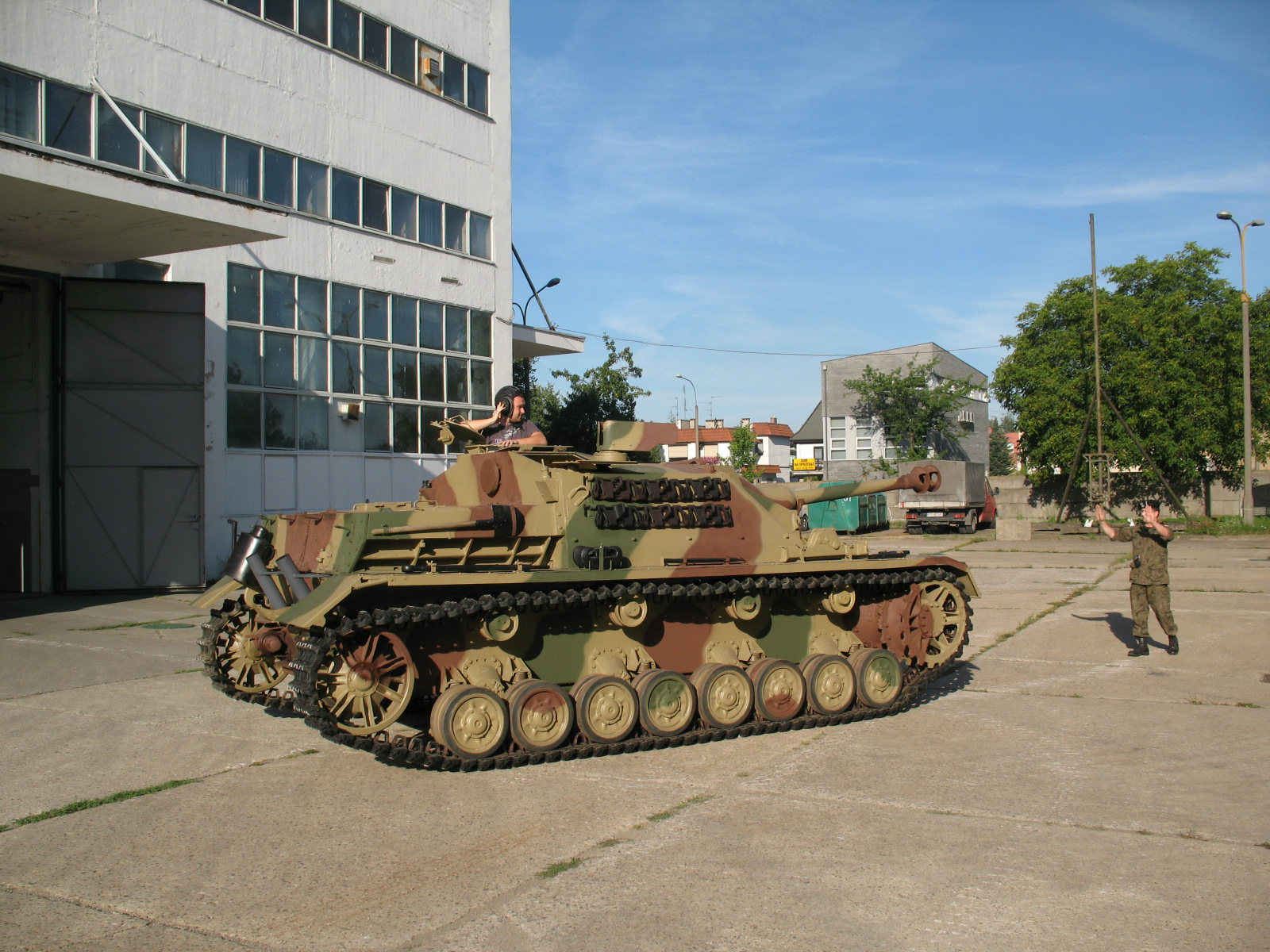
Польські фахівці проводять переконсервацію виробу